# Pont lo Passador
Lo Passador és una infraestructura viària que uneix les poblacions de Sant Jaume d'Enveja (Montsià) i Deltebre (Baix Ebre). És el darrer pont sobre el riu Ebre abans de la desembocadura.

## Característiques
Es tracta d'un pont metàl·lic de 250 metres de longitud i 19,3 metres d'amplada. La plataforma del pont està dividida en dues parts diferenciades: una de 8 metres d'amplada destinada a la circulació de vehicles de motor, i una altra de 7,8 metres per a vianants i ciclistes, amb bancs i miradors per contemplar el paisatge de l'Ebre.
És un pont penjant, suspès per quatre cables metàl·lics amb traçat parabòlic que s'ancoren en el tauler. La seva estructura és mixta, formada per un calaix metàl·lic i una llosa superior de formigó armat. Amb només dos pilars, que s'enfonsen 45 m dins la llera, salva el riu formant tres trams, dos laterals de 68 metres i un de central de 112. Té un gàlib nàutic de 12 metres en una longitud de 56 metres a la part central. Aquesta alçada, necessària per al pas d'embarcacions, provoca un fort pendent de més del 10% en 100 metres a les dues entrades.
La seva tipologia innovadora i el procés constructiu va produir una gran expectació. Els trams laterals es van construir sobre penínsules artificials de terra abocada dins el riu. No es van executar les dues al mateix temps per no reduir excessivament el cabal. La peça central de 61 m de longitud i 530 tones es va construir a banda, es va transportar surant i es va elevar amb 4 gats hidràulics fins a ocupar la seva posició final. Aquesta maniobra de col·locació de la peça central es va fer el 30 de juny de 2010 i va suposar un moment històric per als habitants dels pobles de Deltebre i Sant Jaume d'Enveja.
Lo Passador és obra dels enginyers Diego Cobo i Jiri Strasky per a Tec-4. Cobo i Strasky són especialistes en ponts suspesos i han dut a terme projectes com el pont sobre el llac Vranov a Txèquia, el pont tensat sobre el riu Mississipi a Saint Francisville, el pont atirantat sobre l'Elba a Podebrady o el pont sobre el Besòs al carrer Maristany.
El projecte ha tingut en compte els valors paisatgístics i culturals de l'Ebre i realitza en aquest sentit un important esforç d'integració al riu i al seu entorn. La voluntat que el pont convidi al passeig es plasma en la seva amplitud i en el seu tractament superficial, que es desenvolupa de manera suau i harmoniosa. És per això que el pont no s'interpreta només com una via de pas sinó com un ample passeig sobre les aigües de l'Ebre.

## Història

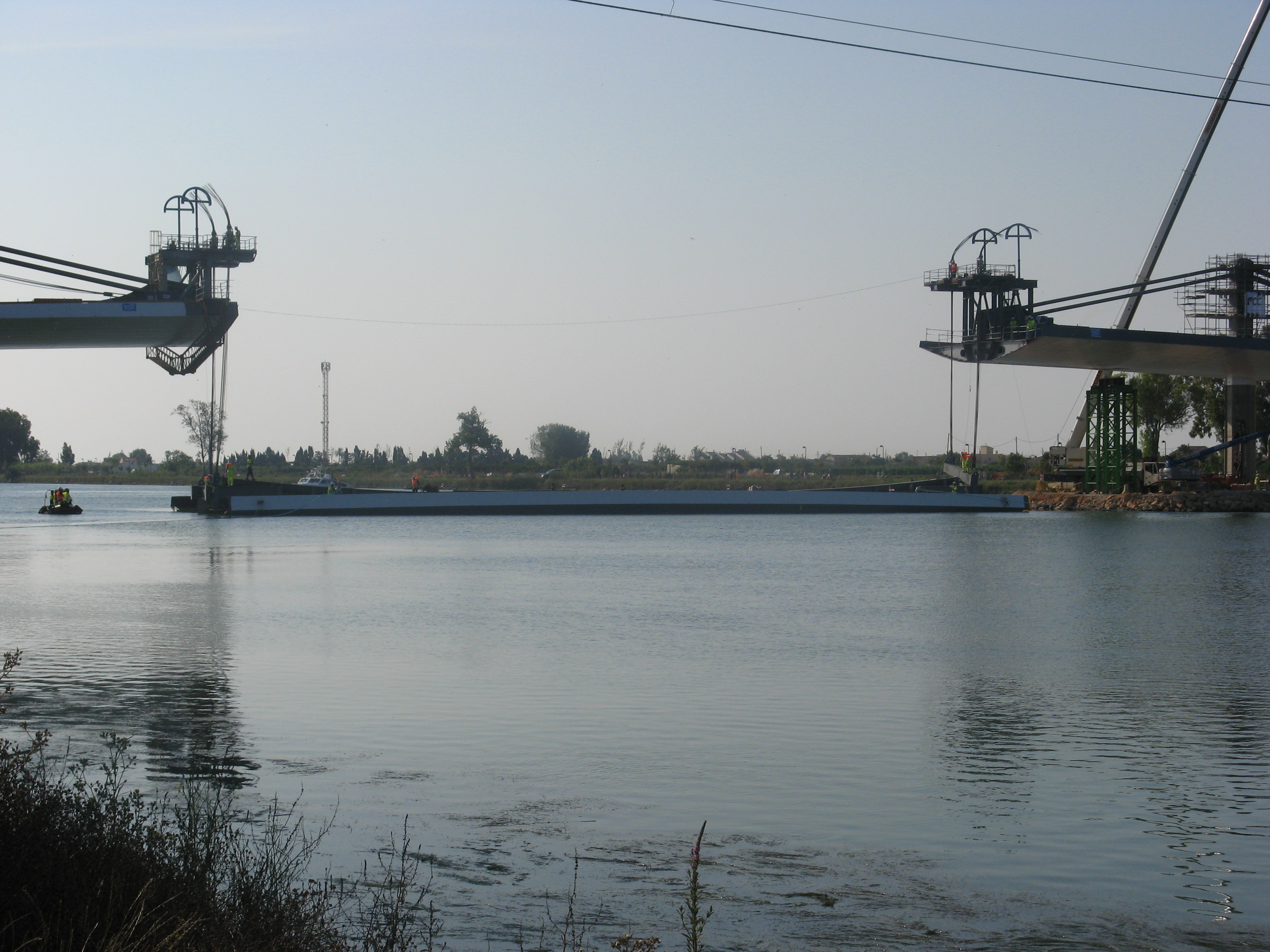
Maniobres de col·locació de la peça central del pont Lo Passador a Deltebre. 1 juliol 2010

Entre els centres urbans de Sant Jaume d'Enveja i Deltebre només hi ha una distància de 2 km. i les cases més properes es troben a menys de 500 metres, però els més de 200 m. d'amplada del riu Ebre han significat una barrera històrica que, durant molts segles, només es podia superar amb diferents tipus d'embarcacions.
El riu es creuava amb les barcasses o transbordadors que havien prestat aquest servei sense interrupció des de l'any 1849. Podien arribar a fer vuit viatges per hora, de 6 del matí a 10 de la nit. Carregaven cotxes, ciclomotors, bicicletes, autocars, tractors i altres maquinàries. Donaven servei a transportistes, treballadors, pagesos, estudiants, turistes. El preu del passatge no era gaire alt, però tenia molts inconvenients com per exemple el temps d'espera que podia ser de més de 30 minuts si arribaves just quan la barcassa acabava de sortir i havies d'esperar que creués, descarregués, carregués i tornés. Quan els passos de barca estaven aturats, a les nits, per motius de manteniment o per seguretat a causa de tempestes o fort vent de mestral, s'havia de fer una volta per carretera de més de 30 km. passant per Amposta. El darrer pas de barca en funcionament al delta de l'Ebre fou el pas de Garriga, que va tancar tan aviat es va inaugurar el pont.
El pont, amb el seu nom, ret homenatge a la figura del patró de barcassa i a l'antic ofici de passador. Té instal·lada una exposició sobre la història dels transbordadors i dels antics barquers. Són una sèrie de panells explicatius col·locats damunt l'ampla barana a la part dels vianants, sobre la figura del passador i els diversos sistemes emprats històricament per travessar el riu. D'aquesta manera, el pont esdevé també punt de difusió del patrimoni històric i cultural.
L'any 2006 els enginyers Diego Cobo i Jiri Strasky van guanyar el concurs d'idees. L'any 2007 la Generalitat de Catalunya va licitar les obres amb un pressupost de gairebé 20 milions d'Euros. La construcció d'aquest pont s'emmarcava en el projecte de l'Anell del Delta de l'Ebre, per tal d'equilibrar la vialitat dels dos hemideltes, dotar d'una bona infraestructura de comunicació entre tots els seus nuclis urbans, i proporcionar un recorregut que permetés l'aproximació a l'espai natural. Les obres, començades l'any 2008, van comportar una important complexitat tècnica.

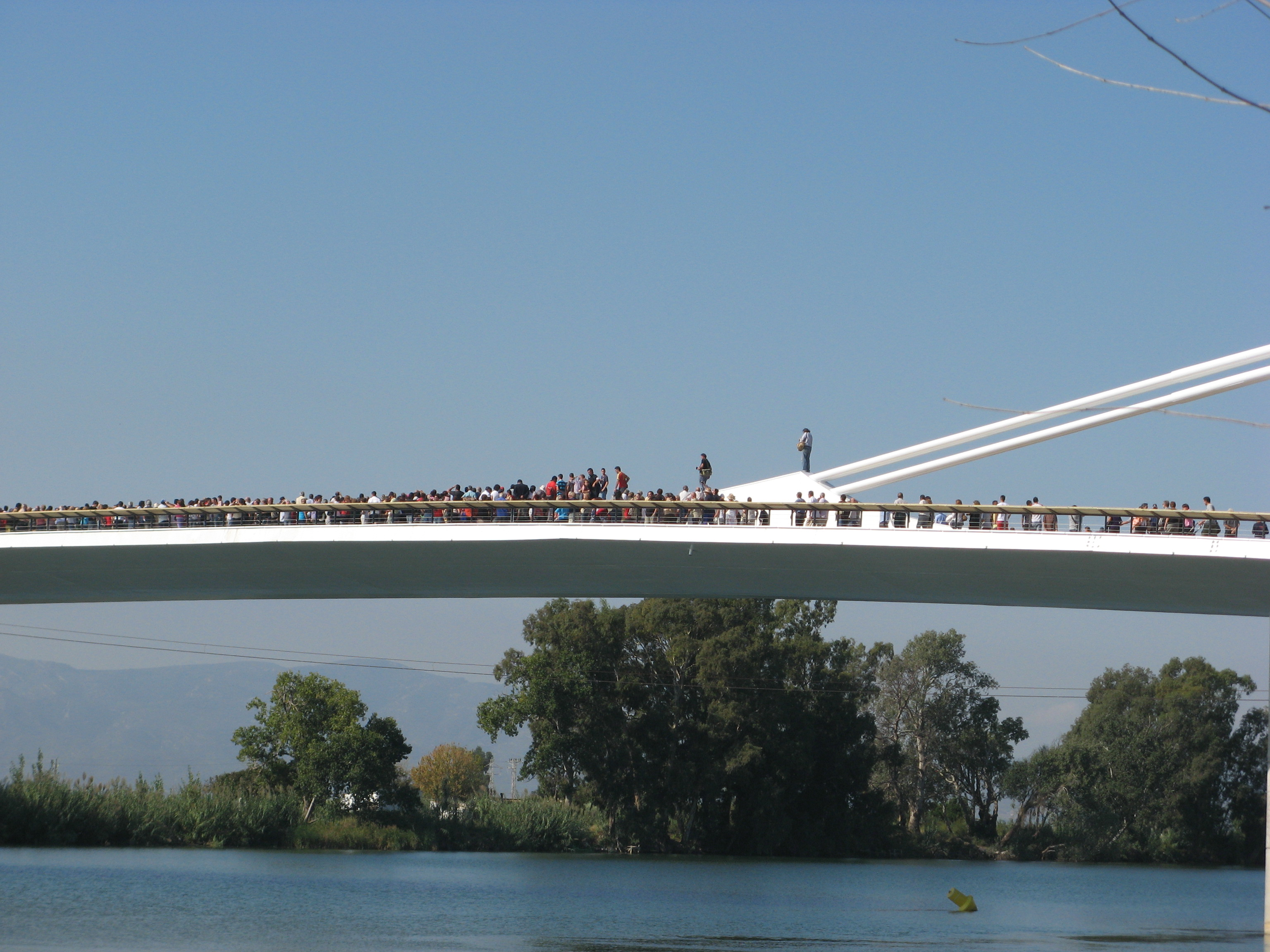
Dia de la inauguració del pont Lo Passador. Al mig del pont se celebra la trobada entre les autoritats i els habitants de les dues poblacions, Sant Jaume d'Enveja i Deltebre. 30 de setembre de 2010.

Es va obrir al trànsit el dijous 30 de setembre de 2010, dia que va ser inaugurat pel president de la Generalitat, José Montilla acompanyat del conseller de Política Territorial i Obres Públiques, Joaquim Nadal, juntament amb Gervasi Aspa, alcalde de Deltebre i Castor Gonell, alcalde de Sant Jaume d'Enveja.
Des de llavors, el pont s'ha convertit en emblema i en una infraestructura absolutament integrada en la vida dels habitants del Delta de l'Ebre i és una bona recomanació per als visitants. És punt d'interès de l'itinerari número 9 del Parc Natural del Delta de l'Ebre que recorre la façana fluvial de Deltebre. A la banda de Sant Jaume d'Enveja, hi ha l'itinerari del camí de Sirga, que va des d'Amposta fins a Migjorn i illa de Buda.